# Zuunmod
La ciudad y el distrito de Zuunmod (en mongol: Зуунмод сум – tdl. «Cien Árboles») es la capital de la provincia (aimag) Töv en el norte de Mongolia.
Cuenta con una superficie de 19,18 km² y una población de 13 300 habitantes (2010).

## Geografía
La ciudad se encuentra en al sur de la montaña Bogd Han, a 43 kilómetros de la capital del país, Ulán Bator.

## Historia y cultura
Zuunmod es capital de la provincia desde 1942, antes su capital era Ulán Bator.
En mayo de 1649 la ciudad fue testigo de la batalla de Jao Modo, terminada con la victoria de la dinastía Qing.
En la ciudad se encuentra un museo de la tradición local, desde 1990 es un monasterio budista.
En 1733 a 4 kilómetros al norte de la ciudad fue fundado el monasterio de Manjusri nombrado en honor al bodisatva Manjusri. Hubo un tiempo cuando el monasterio tenía 20 templos con unos 300 monjes. En la época comunista el monasterio fue destruido y los monjes matados o expulsados.
En los años 1980 en la ciudad funcionaba una fábrica de alimentos y una de tapices y yurtas.

## Inventario
En 2004 se hizo un inventario oficial de ganado. La ciudad contaba con 24 000 cabezas de ganado, incluyendo: 8 500 cabras, 12 000 ovejas, 2 000 vacas, 2 000 caballos y 0 camellos.

## Habitantes ilustres

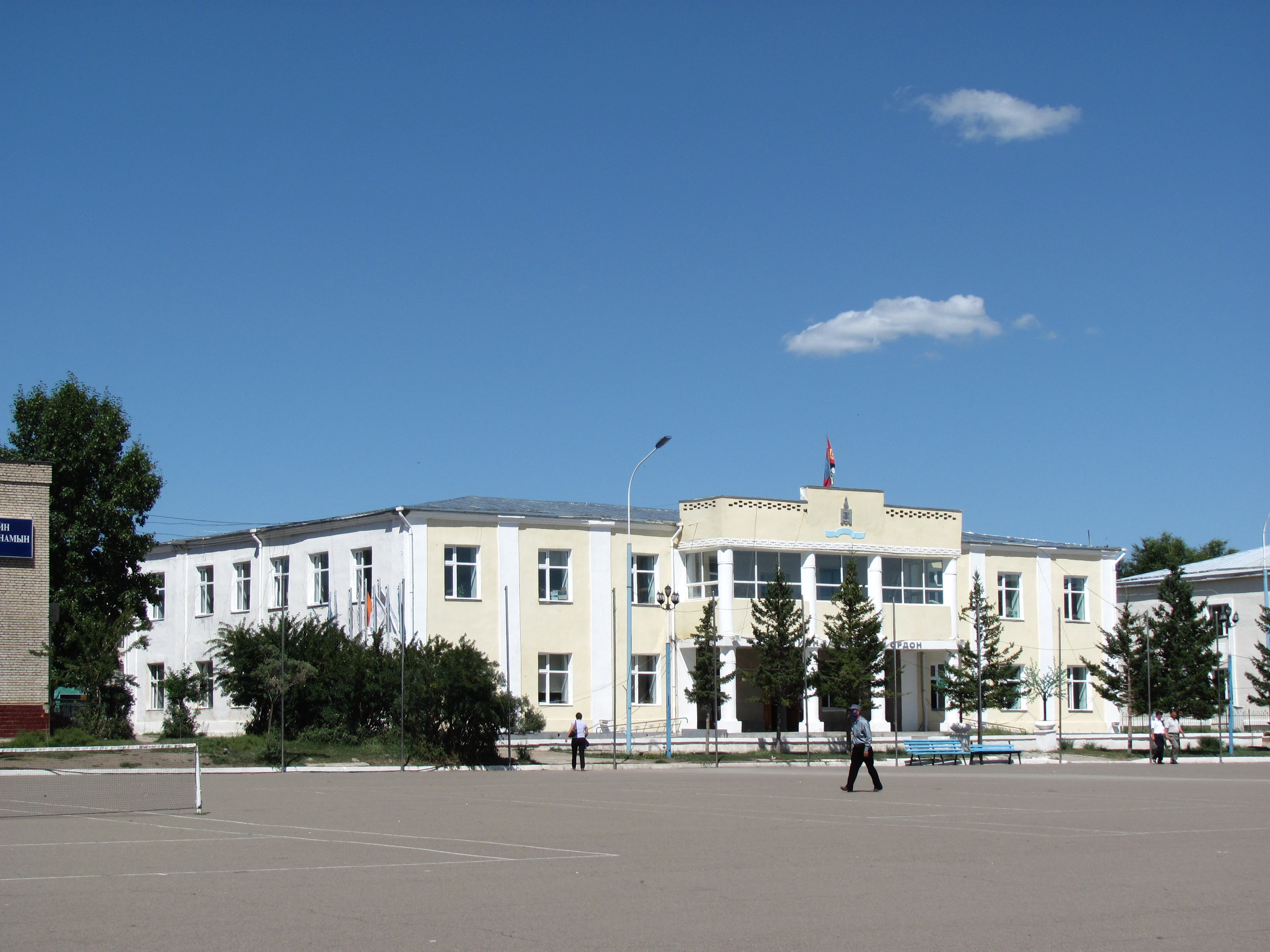
Ayuntamiento.

- Mandakhnaran Ganzorig, medallista mundial de bronce (2 veces); campeón de los Juegos Asiáticos, miembro del equipo nacional mongol.
- Sukhbat Agvaansamdan, campeón mundial de sumo (2 veces), campeón nacional en lucha (4 veces), exmiembro del equipo nacional mongol.